# Praag-Nebušice
Praag-Nebušice (Tsjechisch: Praha-Nebušice) is een gemeentelijk district van de Tsjechische hoofdstad Praag die samenvalt met Nebušice, een voorstadje van Praag aan de noordwestkant van de stad. Het district is onderdeel van het administratieve district Praag 6.
Nebušice grenst in het zuiden en oosten aan het gemeentelijk district van Praag 6 en in het westen aan Praag-Přední Kopanina. Aan de noordkant van Nebušice ligt, buiten de gemeentegrens van Praag, de gemeente Horoměřice.
De eerste vermelding van het dorp Nebušice stamt uit het jaar 1273. Tot 1968 was het een zelfstandige gemeente. In dat jaar werd het dorp onderdeel van de gemeente Praag en toegevoegd aan het district Praag 6.
Praag 1 · Praag 2 · Praag 3 · Praag 4 · Praag-Kunratice · Praag 5 · Praag-Slivenec · Praag 6 · Praag-Lysolaje · Praag-Nebušice · Praag-Přední Kopanina · Praag-Suchdol · Praag 7 · Praag-Troja · Praag 8 · Praag-Březiněves · Praag-Ďáblice · Praag-Dolní Chabry · Praag 9 · Praag 10 · Praag 11 · Praag-Křeslice · Praag-Šeberov · Praag-Újezd · Praag 12 · Praag-Libuš · Praag 13 · Praag-Řeporyje · Praag 14 · Praag-Dolní Počernice · Praag 15 · Praag-Dolní Měcholupy · Praag-Dubeč · Praag-Petrovice · Praag-Štěrboholy · Praag 16-Radotín · Praag-Lipence · Praag-Lochkov · Praag-Velká Chuchle · Praag-Zbraslav · Praag 17-Řepy · Praag-Zličín · Praag 18-Letňany · Praag 19-Kbely · Praag-Čakovice · Praag-Satalice · Praag-Vinoř · Praag 20-Horní Počernice · Praag 21-Újezd nad Lesy · Praag-Běchovice · Praag-Klánovice · Praag-Koloděje · Praag 22-Uhříněves · Praag-Benice · Praag-Kolovraty · Praag-Královice · Praag-Nedvězí